# 1160er
Portal Geschichte | Portal Biografien | Aktuelle Ereignisse | Jahreskalender | Tagesartikel

◄ |
11. Jh. |
12. Jahrhundert
| 13. Jh. | ►

◄ |
1130er |
1140er |
1150er |
1160er
| 1170er | 1180er | 1190er | ►

1160 |
1161 |
1162 |
1163 |
1164 |
1165 |
1166 |
1167 |
1168 |
1169

## Ereignisse
- 1162: Friedrich Barbarossa erobert Mailand und lässt es völlig zerstören.
- 17. Februar 1164: Bei der Julianenflut an der Nordseeküste sterben 20.000 Menschen, eine Vorstufe zum Jadebusen entsteht.
- 1164 bis 1166: Durch die Tübinger Fehde werden große Teile Schwabens verwüstet.
- 1164, 1167 und 1168 fallen Kreuzfahrer aus dem Königreich Jerusalem unter König Amalrich I. erfolglos in Ägypten ein.
- 1167: Friedrich Barbarossa erobert Rom; eine danach ausbrechende Seuche in seinem Heer veranlasst seine Flucht nach Deutschland. Der neu gegründete Lombardische Städtebund wehrt sich gegen die kaiserliche Politik.